# Spidvej
Spidvej (angleško speedway) je motociklistični šport, ki vključuje od štiri do šest voznikov, ki tekmujejo v štirih krogih z ovalno obliko v nasprotni smeri urinega kazalca. Motocikli za spidvej so brez zavor, dirke potekajo na standardiziranem dirkališču, na podlagi s posebno zmesjo peska. Na ravnih odsekih proge motociklisti dosežejo hitrost do 110 km/h. 
Spidvej je izjemno dinamična zvrst motošporta, v kateri vozniki na 500 kubičnih specialkah brez zavor in brez prestav nastopajo na ovalnih peščenih stezah. Pospeški, ki so primerljivi s tistimi iz formule 1, ter bočno drsenje skozi zavoje (t.i. dirt-track tehnika) sta še dve značilnosti tega športa, ki je svoje začetke doživel na začetku dvajsetega stoletja na južni polobli, danes pa je razširjen predvsem v Evropi. V Sloveniji so trije klubi: AMD Krško, AMTK Ljubljana in Speedway Team Lendava.

## Državno prvenstvo Slovenije
| LETO | PRVAK         | 2.MESTO          | 3.MESTO          |
| ---- | ------------- | ---------------- | ---------------- |
| 1992 | Gregor Pintar | Martin Peterca   | Krešo Omerzel    |
| 1993 | Krešo Omerzel | Martin Peterca   | Gerhard Lekše    |
| 1994 | Gerhard Lekše | Martin Peterca   | Roman Špitaler   |
| 1995 | Gregor Pintar | Martin Peterca   | Izak Šantej      |
| 1996 | Gregor Pintar | Krešo Omerzel    | Gerhard Lekše    |
| 1997 | Matej Ferjan  | Izak Šantej      | Gerhard Lekše    |
| 1998 | Matej Ferjan  | Izak Šantej      | Martin Peterca   |
| 1999 | Matej Ferjan  | Izak Šantej      | Tomaž Šušteršič  |
| 2000 | Matej Ferjan  | Izak Šantej      | Tomaž Šušteršič  |
| 2001 | Matej Ferjan  | Izak Šantej      | Jernej Kolenko   |
| 2002 | Matej Žagar   | Izak Šantej      | Jernej Kolenko   |
| 2003 | Matej Žagar   | Izak Šantej      | Jernej Kolenko   |
| 2004 | Matej Žagar   | Izak Šantej      | Denis Štojs      |
| 2005 | Matej Žagar   | Jernej Kolenko   | Aleš Kraljič     |
| 2006 | Matej Žagar   | Izak Šantej      | Jernej Kolenko   |
| 2007 | Matej Žagar   | Jernej Kolenko   | Izak Šantej      |
| 2008 | Matej Žagar   | Izak Šantej      | Denis Štojs      |
| 2009 | Matej Žagar   | Maks Gregorič    | Aleksander Čonda |
| 2010 | Matej Žagar   | Aleksander Čonda | Aleš Kraljič     |
| 2011 | Matej Žagar   | Samo Kukovica    | Aleksander Čonda |
| 2012 | Matej Žagar   | Maks Gregorič    | Aleksander Čonda |
| 2013 | Matej Žagar   | Aleksander Čonda | Matic Voldrih    |
| 2014 | Matej Žagar   | Maks Gregorič    | Matic Voldrih    |

## Točkovanje
| Točkovanje dirk z 4 tekmovalci |         |
| Mesto                          | Točke   |
| 1.                             | tri (3) |
| 2.                             | dve (2) |
| 3.                             | ena (1) |
| 4.                             | nič (0) |

## Spidvej na ledu
Zlasti v severni Evropi poznajo različico spidveja na ledeni podlagi, ki poteka z drugačnimi motocikli, z žebljički na pnevmatikah.

## Galerija
- Del opreme voznika spidveja iz muzeja v Krškem
- Spidvej steza v Kosezah